# Pothyne acaciae
Pothyne acaciae là một loài bọ cánh cứng trong họ Cerambycidae.